# ファクンド・フェレイラ
ファクンド・フェレイラ（Facundo Ferreyra，1991年3月14日 - ）は、アルゼンチン・ブエノスアイレス州出身のサッカー選手。ポジションはフォワード。

## 経歴
アルゼンチンのCAバンフィエルドのユースチームでキャリアをスタートさせ、2008年にトップチーム昇格した。12月6日、AAアルヘンティノス・ジュニアーズ戦で初ゴールを決めた。翌シーズンは18試合に出場し、6ゴールを記録した。2012年、CAベレス・サルスフィエルドに移籍し、前期リーグで自身は得点王となる13得点を記録し、チームのイニシアル優勝に貢献した。
2013年7月10日、ウクライナのFCシャフタール・ドネツクと5年契約を結んだ。移籍金は推定700万ユーロ（約9億円）。
2014年7月、マレーシア航空17便撃墜事件を受け、チームメイトのドウグラス・コスタらと共にウクライナへの帰国を拒否、8月3日にニューカッスル・ユナイテッドFCにレンタル移籍した。
2018年6月6日、SLベンフィカと4年契約を締結したことが発表された。
2019年1月31日、RCDエスパニョールに2020年6月までのレンタルで移籍した。
2021年2月1日、セルタ・デ・ビーゴとシーズン終了までの契約を結んだ。

## 代表歴
アルゼンチン代表として2011年に南米ユース選手権に出場し、4ゴールを記録した。

## タイトル

### クラブ
ベレス
- プリメーラ・ディビシオン : 2012-13I, 2012-13SF

シャフタール
- ウクライナ・プレミアリーグ : 2013-14, 2016-17, 2017-18
- ウクライナ・カップ : 2015-16, 2016-17, 2017-18
- ウクライナ・スーパーカップ: 2013, 2014, 2015, 2017

ベンフィカ
- プリメイラ・リーガ : 2018-19

### 個人
- プリメーラ・ディビシオン得点王 : 2012-13I (13得点)
- ウクライナ・プレミアリーグ得点王 : 2017-18 (21得点)